# Daffney
Shannon Claire Spruill, conosciuta con il ring name Daffney (Wiesbaden, 17 luglio 1975 – Norcross, 1º settembre 2021), è stata una wrestler statunitense.
È meglio conosciuta per le sue apparizioni nella World Championship Wrestling tra il 1999 e il 2001 sotto il ring name Daffney e per aver lavorato per la Total Nonstop Action Wrestling, dove ha debuttato con il ring name di "The Governor", una parodia della governatrice dell'Alaska Sarah Palin, prima di ritornare alla gimmick di Daffney.

## Gli inizi
Shannon è nata in una base della United States Air Force a Wiesbaden, Germania Ovest dove suo padre stazionava. Nel 1976 la famiglia è ritornata negli Stati Uniti, risiedendo prima a Salt Lake City, Utah e poi a Savannah, Georgia e finalmente nella Base della Scott Air Force a St. Clair County, Illinois. Successivamente si sono trasferiti ad Oxford, Inghilterra per tre anni, prima di spostarsi nella Base della Ramstein Air in Germania fino al 1987, quando suo padre, allora un colonnello, si è ritirato.
Shannon si è laureata alla Georgia State University nel marzo 1998 con una Laurea in Arti nella produzione di Film e Video, con un piccolo master nella recitazione e musica. Ha iniziato a lavorare per la Media Production prima di diventare un'attrice.

## Carriera

### World Championship Wrestling (1999-2001)
Nel novembre 1999 ha risposto ad un contest della World Championship Wrestling (WCW) che era alla ricerca di nuovi talenti ed è stata quindi mandata in televisione. Nella WCW Shannon usava il personaggio di Daffney, la mentalmente instabile fidanzata di David Flair, facendo da manager a lui e a Crowbar. Uno dei marchi di fabbrica di Daffney era un grande urlo a squarciagola quando era a bordo ring. La gimmick era basata in parte su Mallory Knox, il personaggio interpretato da Juliette Lewis nel film Natural Born Killers. Shannon ha citato i cattivi di Batman Harley Quinn come originale ispirazione del suo personaggio La prima apparizione di Daffney è stata nell'episodio di Nitro del 6 dicembre, quando è stata mostrata intenta a sedersi sul suo letto e cantando il nome di David.
Il 15 maggio 2000 Shannon e Crowbar hanno sconfitto il WCW World Cruiserweight Champion Chris Candido e la sua fidanzata Tammy Lynn Sytch in un Mixed Tag Team Match ed entrambi furono dichiarati co-campioni. La settimana successiva, nell'episodio di Nitro del 22 maggio, Crowbar e Shannon si sono scontrati l'uno con l'altro per determinare l'Undisputed World Cruiserweight Champion. Crowbar si è tirato un po' indietro durante il match ma ha continuato a dominare la più piccola Daffney. Dopo che Candido è entrato nel ring e ha messo a segno un reverse piledriver su Crowbar Shannon lo ha schienato inavvertitamente mentre provava a fargli riprendere i sensi e così è diventata la seconda donna ad aver mai vinto il Cruiserweight Championship. Il suo regno è durato fino al 7 giugno quando Lieutenant Loco ha schienato Disco Inferno in un Three Way Match con in palio il titolo quando Shannon è stata ferita da un intervento di Miss Hancock. Shannon ha poi avuto un feud con la Hancock che le aveva rubato le attenzioni di Flair. Shannon ha sconfitto Miss Hancock nel primo Wedding Gown Match della promotion dopo che Miss Hancock si è tolta il suo stesso vestito. Shannon è così diventata la sola valletta di Crowbar. Ha avuto un breve feud con la valletta di Shane Douglas, Torrie Wilson ma è stata usata come wrestler raramente.
Daffney è stata svincolata dalla WCW il 2 febbraio 2001 a causa di tagli nel budget.

### Circuito indipendente (2002-2015)
Shannon ha optato di continuare nel wrestling, frequentando il campo di allenamento della Turnbuckle Championship Wrestling, promotion di Dusty Rhodes a Kennesaw, Georgia per otto mesi.
Ha fatto diverse apparizioni per la nascente Total Nonstop Action Wrestling nel 2002 come Shannon e come Shark Girl (valletta di Shark Boy), e ha lavorato per la Xtreme Pro Wrestling nel 2003 come Lucy, la manager di Vic Grimes. È anche apparsa nella Ring of Honor dove ha debuttato il 26 aprile 2003 come Lucy, la valletta dei Second City Saints. Nel luglio 2003 Shannon è stata messa sotto contratto di sviluppo dalla World Wrestling Entertainment. Ha lavorato nella Ohio Valley Wrestling come manager di Aaron Stevens fino a quando è stata svincolata il 17 dicembre dello stesso anno.
Dopo il licenziamento dalla WWE Shannon ha deciso di ritirarsi dal wrestling professionistico. Intenzionata a focalizzarsi sulla sua carriera da attrice, ha venduto i suoi stivali da wrestling all'allora compagna di stanza Mickie James. Mentre era ritirata Shannon ha lavorato come personal trainer. Nel giugno 2005 ha postato per un sito gestito ed operato da wrestling divas come Francine e Missy Hyatt. Nel febbraio 2006 Shannon è tornata nel circuito indipendente. Shannon ha debuttato nella Women's Extreme Wrestling il 6 aprile sotto il ring name di Lucy Furr ("Lucifer"), come lumberjill in un match tra Amy Lee e Tai Killer Weed. Il 2 giugno 2006 ad Irondale, Alabama, Shannon ha lottato con El Mexico per l'NWA Wrestle Birmingham Junior Heavywheight Championship. Con l'aiuto del suo manager, Robert Fuller (che si riferiva a Shannon come la sua "Million Dollar Baby"), Shannon ha sconfitto El Mexicano vincendo il suo terzo titolo nel pro wrestling. Nel febbraio 2007 ha iniziato a fare apparizioni con la Georgia Wrestling Promotion sia come manager che come arbitro.

### Shimmer Women Athletes
Nell'Aprile 2007 Shannon ha debuttato come Daffney per la Shimmer Women Athletes Ha condotto un'intervista dove ha rivelato il suo desiderio di ritornare a quello che faceva dall'inizio della sua carriera, e cioè farà la manager. Più tardi quella sera è apparsa come la manager della Wrestler MsChif nel Volume 10 in un suo match contro Amber O'Neal. Daffney ha favorito MsChif impedendo così che Amber potesse ottenere la vittoria. Ha continuato a fare la manager anche nei tre volumi successivi, portando a MsChif vittorie contro Lexie Fyfe, l'Experience (Lexie Fyfe e Malia Hosaka) e Portia Perez, ma anche una vittoria contro "Dark Angel" Sarah Stock che le è costata l'eliminazione dal torneo per lo SHIMMER Championship. Nel Volume 14 ha fatto il suo debutto in SHIMMER come wrestler lottando il suo primo match in singolo contro Lexie Fyfe, membro dell'Experience. Nel suo match Daffney, in kayfabe, ha riaggravato il suo infortunio alla gamba e Lexie ne ha approfittato per sottometterla con un Leg Lock. Nel post match entrambe Lexie e Malia hanno attaccato Daffney fino a quando Serena Deeb non è arrivata a salvarla. Questo ha portato ad un Tag Team Match nel Volume 15 tra MsChif e Daffney contro l'Experience dove Lexie e Malia hanno sconfitto le avversarie con un Double Gourdbuster su Daffney. Nel Volume 16 ha perso un nuovo match contro Cindy Rogers, perdendo per sottomissione. Ha per un po' abbandonato la gimmick di Daffney in SHIMMER e nell'Aprile 2008 ha iniziato a lottare come Shark Girl. Nel Volume 17 ha ottenuto una vittoria su Nicole Matthews mentre nel Volume 18 ha sconfitto Amber O'Neal. Nel Volume 19 Portia Perez ha messo fine alla sua winning streak schienandola in modo illegale nell'opening match. Shark Girl è però tornata alla vittoria sconfiggendo più tardi quella sera Veronika Vice. Sempre nel Volume 20 Shannon è tornata ad interpretare anche il personaggio di Daffney, perdendo un match contro Cat Power arrendendosi al suo Figure Four Leg Lock. Ha successivamente portato avanti solo la gimmick di Daffney, sfidando Cat Power ad un rematch nel Volume 21 e ottenendo anche la vittoria. Nel Volume 22, tuttavia, ha perso contro Rain nell'Opening Match.
Il 2 e 3 maggio 2009 ha lottato e sconfitto la debuttante Melanie Cruise nel Volume 23 e ha perso contro Jetta nel Volume 26, lottando quindi solo due match in quattro volumi registrati. Nel Volume 27 ha fatto coppia con Rachel Summerlyn contro il Team di Rain e Jetta. Durante il match Daffney si è rifiutata di dare il touch a Rachel che ha lottato e perso tutto il match da sola. Più tardi quella sera, nel Volume 28, Rachel Summerlyn ha chiesto delle spiegazioni e dopo essersi presentata con la musica e con l'attire che usa solitamente in TNA Daffney ha affermato che Rachel non era altro che una perdenta e come insegnante si è sentita profondamente delusa. Le due si sono quindi confrontate in un match pochi istanti dopo che è finito in meno di due minuti quando Daffney si è fatta squalificare per non aver voluto mollare una presa alle corde. È tornata nel Volume 31 dove ha sconfitto Rachel Summerlyn in uno Street Fight Match. Più tardi quella sera, nel Volume 32, ha sfidato la Former SHIMMER Champion MsChif ad un match. L'ex campionessa SHIMMER ha ottenuto la vittoria con un Desecrator.
Dopo aver saltato il Volume 33 Daffney ritorna alla grande nel Volume 34 ottenendo una vittoria su Nevaeh. Più tardi quella sera è intervenuta nel match valido per le cinture di coppia distraendo Rachel Summerlyn e regalando così la vittoria alle Canadian NINJAS.

### Total Nonstop Action Wrestling (2008-2011)
Shannon è ritornata in TNA nell'edizione di TNA Impact! del 5 giugno 2008 come Daffney. È stata selezionata tra il pubblico insieme ad altre wrestlers come Amber O'Neal e Becky Bayless. Le tre donne si sono offerte volontarie per lottare contro Awesome Kong nella sfida per i 25 000$. Daffney è stata selezionata e successivamente sconfitta da Awesome Kong.

#### The Governor (2008-2009)
Nel dicembre 2008 Shannon ha iniziato a interpretare il ruolo della governatrice dell'Alaska Sarah Palin in sketch che coinvolgevano le Beautiful People. Nell'edizione di Impact! del 15 gennaio è stato rivelato da Taylor Wilde e Roxxi che "Sara Palin" era in realtà un fake, e tutto era cominciato come un grosso scherzo di Roxxi e Taylor per vendicarsi delle Beautiful People. Hanno poi riempito di fango le Beautiful People mentre Shannon, Taylor e Roxxi celebravano. La settimana successiva è stata vista in un'intervista con Lauren dove si sono prese entrambe gioco delle Beautiful People. Le Beautiful People hanno allora proceduto con un violento attacco a "The Governor" prima di essere allontanate da Cute Kip visto che Shannon era stesa a terra infortunata. Nell'edizione di Impact! del 5 febbraio 2009 ha fatto il suo ritorno attaccando le Beautiful People, questa volta con tanto di musica,entrata e video. Ha fatto il suo debutto in PPV a Destination X facendo coppia con Roxxi e Taylor e sconfiggendo le Beautiful People con Madison Rayne.

#### Alleanza con Dr. Stevie (2009-2010)
Come risultato dei suoi capelli tagliati dalle Beautiful People nell'edizione di Impact! del 19 marzo, Shannon si è trasformata nella sua vecchia gimmick di Daffney, adottandone anche il nome, nell'edizione di Impact! del 2 aprile, dove è apparsa in una seduta psichiatrica on-screen con lo psichiatra Dr. Stevie. Nell'edizione di Impact! del 16 aprile ha fatto coppia con il paziente di Dr.Stevie, Abyss sconfiggendo il duo di ODB e Cody Deaner in un mixed tag team match. Ha lottato nel Queen of the Cage Match a Lockdown contro ODB, Madison Rayne e Sojournor Bolt, ma ha fallito nel vincere il match. Nell'edizione di Impact! del 14 maggio Daffney ha turnato Heel assaltando Taylor Wilde perché non l'aveva salvata quando le Beautiful People le avevano tagliato i capelli. A Sacrifice Taylor Wilde ha sconfitto Daffney, che aveva Abyss e Dr. Stevie nel suo angolo, nel primo Knockouts Monster's Ball Match. Dopo essersi alleata con il rientrante Raven, mantenendo allo stesso tempo la relazione con Dr. Stevie, Daffney ha sconfitto Taylor con il loro aiuto in un rematch nell'edizione di Impact! del 4 giugno dopo il suo Swinging Fisherman Suplex chiamato "Lobotomy". La settimana successiva Daffney ha assaltato Taylor nel backstage dopo averla provocata attaccando la sua miglior amica on-screen, l'intervistatrice Lauren, prima nella stessa serata. Daffney e Raven sono stati sconfitti da Abyss e Taylor Wilde a Slammiversary in un Monster's Ball Mixed Tag Team Match. Durante il match Taylor Wilde ha schiacciato Daffney su una serie di puntine da disegno. Il giovedì successivo, ad Impact!, lei e Taylor si sono incontrati nel primo "Match of 10,000 Tacks" per Knockouts, che tra l'altro ha perso.
A Bound for Glory Daffney è intervenuta nel Monster's Ball Match tra Abyss e Mick Foley che veda il rivale di Abyss e associato di Daffney, Dr. Stevie come arbitro speciale del match. Durante il match Abyss ha eseguito un Chokeslam dall'Apron su un tavolo con del filo spenato, e nonostante fosse stato annunciato che si fosse rotto il braccio, è stato successivamente riportato essere inaccurato avendo lei sofferto solo una concussione. Nell'edizione di Impact! del 12 novembre Raven è tornato un'altra volta in TNA per riformare il gruppo formato da lui, Dr. Stevie e Daffney.

#### Competizione singola e licenziamento (2010-2011)

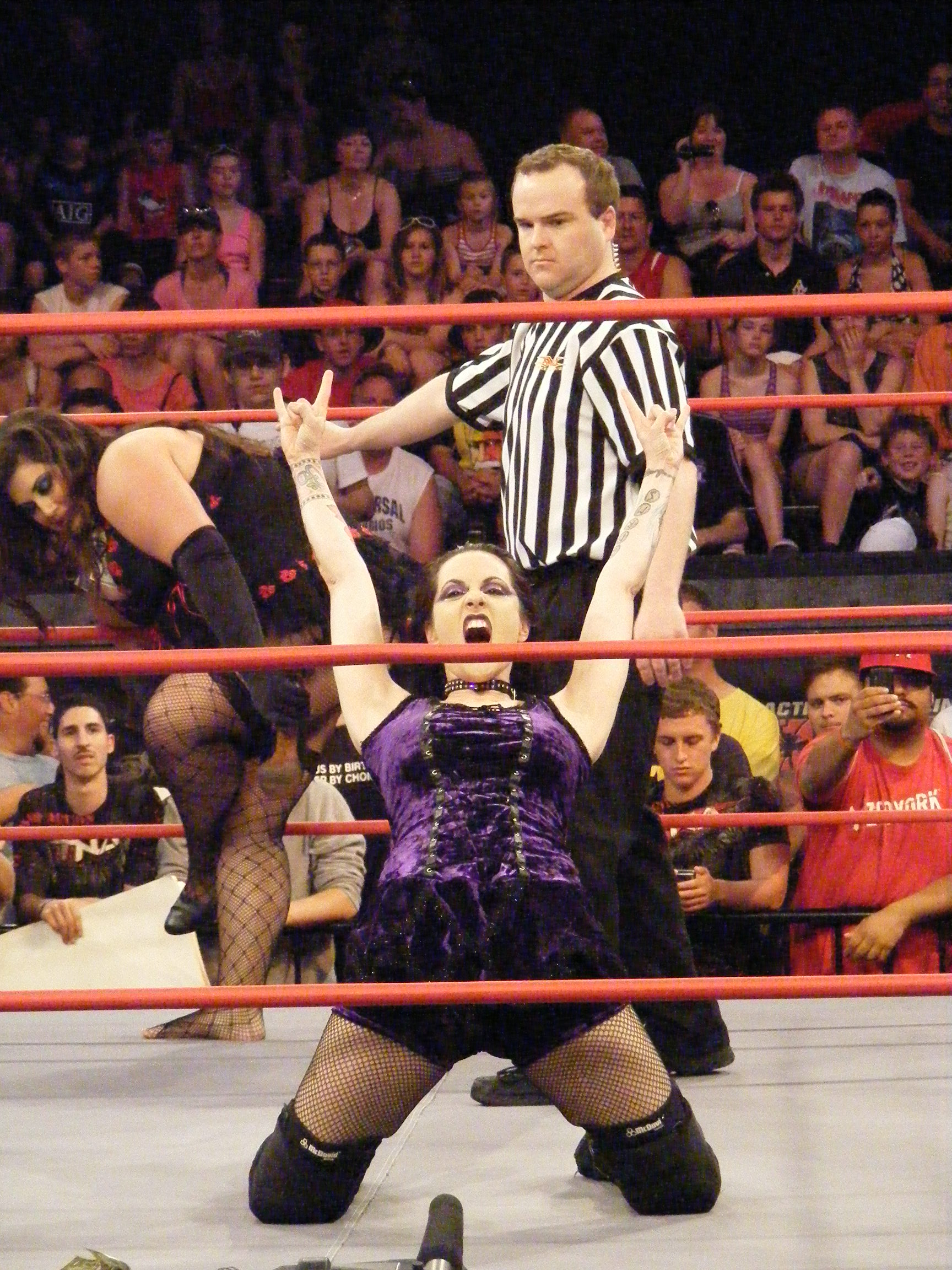
Daffney in posa al centro del quadrato nel 2010.

Daffney ha speso i due mesi successivi per la maggior parte a fare da manager a Dr. Stevie e Raven, prima di fare il suo ritorno sul quadrato nell'edizione di Impact! del 18 febbraio 2010, perdendo contro la TNA Women's Knockout Champion Tara per squalifica, dopo averla colpita con una cassetta degli attrezzi. Dopo il match Daffney ha continuato il suo assalto, prima di essere portata via da Dr. Stevie. La settimana successiva ad Impact! ha annientato ODB in maniera simile ed è stato anche rivelato che lei aveva gli occhi puntati sul titolo. Nell'edizione di Impact! dell'8 marzo Daffney è costata a Tara e alla sua tag team partner Angelina Love i TNA Knockouts Tag Team Titles dopo aver colpito con la cintura di campionessa femminile Tara durante un match per decretare delle nuove campionesse di coppia, a causa del titolo vacante. A Destination X Daffney ha fallito nel suo tentativo di vincere il Knockout Championship contro Tara ma è riuscita a rubare il suo ragno Poison da lei dopo il match. Il giorno successivo, ad Impact! Daffney ha usato la distrazione per Poison per schienare Tara in un 8-Knockout tag Team Match ottenendo un First Blood Match per il Knockout Championship la settimana successiva. La settimana successiva Tara ha sconfitto Daffney in un First Blood Match dopo averla colpita con una cassetta degli attrezzi. La settimana successiva Daffney è stata una delle quattro vincitrici di un Eight Knockout Lockbox Match, lottato per quattro chiavi per quattro scatole contenenti premi. Durante il Contest Tara, una delle 3 altre vincitrici, ha rivinto Poison, mentre Daffney ne è uscita a mani vuote ed è stata costretta a spogliarsi ma prima che lo potesse fare è stata attaccata da Lacey Von Erich. L'attacco è sfociato in un match nell'edizione di Impact! del 19 aprile, dove Daffney, ora apparentemente face, e la sua partner a scelta, ODB, hanno sfidato senza successo Lacey e Velvet Sky per i TNA Knockout Tag Team Championship. Ai tapings di Impact! del giorno successivo, Daffney si è infortunata in un dark match contro Miss Betsy nel suo match di prova ed è stata portata in ospedale dove le è stata diagnosticata una contusione allo sterno, diverse fratture, e una commozione cerebrale. Il 26 maggio è stato riporato che la Spruill sarebbe potuta tornare a lottare. Ha fatto il suo ritorno ai tapings del 14 giugno lottando nuovamente come heel sconfiggendo Taylor Wilde in un match registrato per Xplosion. Nell'episodio del 9 dicembre di Impact!, Daffney ha fatto squadra con Sarita nel torneo per il vacante TNA Knockouts Tag Team Championship, perdendo contro le Beautiful People (Angelina Love e Velvet Sky). Questo ha segnato l'ultima apparizione di Daffney in TNA in quanto il 15 marzo 2011 il suo contratto con la federazione arriva al termine senza esserle rinnovato. La Spruill ha annunciato di aver presentato una richiesta di risarcimento contro la TNA per le lesioni subite durante gli anni lì, credendo di essere stata messa in un ambiente di lavoro non sicuro. La causa è stata risolta fuori dal tribunale l'8 marzo 2013.

### Wrestlicious (2009-2010)
Nei primi mesi del 2009 Shannon prese parte alle registrazioni della prima stagione di Wrestlicious, che iniziò ad andare in onda nel marzo 2010, usando il personaggio di Draculetta. Esordì il 17 marzo nel main event del terzo episodio di Wrestlicious Takedown, facendo coppia con White Magic in un tag team match dove le due persero per squalifica contro il team di Lacey Von Erich e Amber Lively.

## Vita privata
Era precedentemente sposata con il chitarrista Rich Ward e si è anche frequentata con un altro wrestler, CM Punk.Aveva una stretta relazione con la wrestler Jamie Lynn Senegal, che considerava sua figlia.

### Morte
Il 1º settembre 2021 inneggiò al suicidio puntandosi un'arma da fuoco alla testa durante una diretta sul servizio di rete sociale Instagram, dove inoltre affermò di voler donare alla ricerca il proprio cervello dopo la morte. Il suo corpo senza vita fu ritrovato dalle autorità il giorno seguente nella sua abitazione ad Atlanta.

## Personaggio

### Mosse finali
- Come Daffney
  - Daff Knees[44] (Single knee facebreaker) – 2008–presente
  - Frankenscreamer[2] (Frankensteiner)[45] – 2000–2007
  - Lobotomy (Bridging swinging fisherman suplex)[46] – 2009 – presente; TNA
- Come Shark Girl
  - Chummer (Sitout three-quarter facelock jawbreaker, a volte preceduto da un sollevamento simile al Suplex)[47]
  - Single knee facebreaker[48]
- Come The Governor
  -     - Thrilla From Wasilla[49][50] (Swinging fisherman suplex)

### Soprannomi
- "The Gothic Goddess"
- "The Scream Queen"[51]
- "Zombie Hot" (affibbiatole da Taz)[52]

### Manager
- Robert Fuller[2][53]

### Wrestler assistiti
- Aaron Stevens
- Ace Steel
- Amy Lee[2]
- Chasyn Rance[2]
- Chris Hero
- Claudio Castagnoli[54]
- CM Punk[54]
- Colt Cabana[54]
- Crowbar[2]
- Dan Sawyer[2]
- David Flair[2]
- David Young[2]
- Dr. Stevie[2]
- Elix Skipper[2]
- Francine
- Kenny King[2]
- McNasty[53]
- Nova
- MsChif[55]
- Raven[2]
- Roni Jonah
- Roxxi
- Sal Rinauro[2]
- Sami Callihan
- Scotty Riggs
- Shark Boy
- Steve Corino
- Steve Madison
- Taylor Wilde[2]
- The Unknown Soldier[2]
- Vanity
- Vic Grimes

## Titoli e riconoscimenti
- Anarchy Championship Wrestling
  - ACW American Joshi Championship (1)[56]
- NWA Wrestle Birmingham
  - NWA Wrestle Birmingham Junior Heavyweight Championship (1)[2]
- Pro Wrestling Illustrated
  - 18ª tra le migliori 50 wrestler di sesso femminile nella PWI 50 (2009)[57]
- World Championship Wrestling
  - WCW Cruiserweight Championship (1) – inizialmente detenuto insieme a Crowbar[2]

## Filmografia
- Insignificance (1985)
- I Surrender All (2001) come "Gina"